# مصر (فيرجينيا الغربية)
مصر في مجتمع غير مدمج في مقاطعة جيفرسون، فيرجينيا الغربية، الولايات المتحدة. يقع بين أوبيكون كريك وليتاون قبالة طريق نبع الكبريت على طريق مصر.

## روابط خارجية
لم يتم العثور على روابط لمواقع التواصل الاجتماعي.